# Erik Bülow-Hübe
Erik Bülow-Hübe, född 10 juli 1879 i Göteborg, död 11 februari 1963 i Malmö, var en svensk stadsplanerare. Han var gift med Runa Bülow-Hübe samt var far till Staffan Bülow-Hübe och Torun Bülow-Hübe.
Bülow-Hübe utexaminerade från Chalmers i Göteborg 1898, varefter han studerade väg- och vattenbyggnad vid Eidgenössisches Polytechnikum i Zürich 1898–1900.
1904–1910 var han anställd vid Kommunaltekniska byrån Nils Gellerstedt. Han hade egen konsultverksamhet 1910–1913 i Övrarp och var 1913–1921 anställd vid Järnvägs AB Stockholm-Saltsjön. Han ritade under denna tid några sommarhus på Älgö i Nacka kommun för bolagets räkning. Under denna tid kom även Skogsö kapell till.
Bülow-Hübe var förste stadsingenjör i Malmö åren 1921–1946. Som stadsplanerare lyfte han fram vikten av parker i stadsplaneringen. Bülow-Hübes tidiga stadsplaner bär tydligt klassicistiska drag, men främst är han ihågkommen som den som propagerade för och introducerade det öppna funktionalistiska byggnadssättet i Malmö.
Detta tog sig uttryck i exempelvis Lönngården, Dammfri och Ribersborg. Bülow-Hübe planerade även bland annat Rostorp, Pildammsparken och Friluftsstaden.
1913 gjorde Bülow-Hübe den första stadsplanen för Eslövs stad. Planen, som beräknades för en folkmängd upp till 50 000 invånare, fastställdes först 23 mars 1917. Riktlinjerna var att industrierna skulle förläggas öster om stambanan och bebyggelsen väster om stambanan.
Efter honom uppkallades år 1953 en gata i Malmö, Bülow Hübes väg, i samband med byggandet av ett radhusområde som ritades av Sten Samuelson och Fritz Jaenecke.